# Hôtel Marchand
El hôtel Marchand es un hôtel particulier ubicada en la Plaza de los Vosgos y 16 rue de Turenne. En el lado oeste de la Place des Vosges, entre los hoteles Dyel des Hameaux y Chabannes en el 4 distrito de París, Francia. 
Su escalera fue catalogada como monumento histórico en 1953 y la fachada, los techos y la galería abovedada de la plaza en 1955.